# سینه‌فیلیا
سینه‌فیلیا (به انگلیسی: Cinephilia) یا فیلموفیلیا به معنی دوستدار فیلم، اصطلاحی است برای اشاره به علاقهٔ پرشور به دنیای سینما و آمیزشی از واژهٔ فیلم با فیلیا به معنی دوستی و علاقه است.
به فرد طرفدار فیلم سینه‌فیل/فیلموفیل گویند.